# Nagy Annamária (üvegművész)
Nagy Annamária (Aranyosgyéres, 1959. január 16. –) képzőművész, üvegművész.

## Életpályája
1978-ban, miután elvégezte a Kolozsvári Képzőművészeti és Iparművészeti Középiskolát, felvételizett az akkori Képző és Iparművészeti Egyetemre. Üvegszakot tanult dr. Nemes Margareta irányítása alatt. Tanárai voltak: Bardócz Lajos grafikusművész, Egri László iparművész, Spătaru Ion szobrászművész. Az üveggyártás technologiájával a kolozsvári üveggyárban ismerkedett meg egyetemi évei alatt.
1982-ben helyezték ki a tordai üveggyárba, ahol tervezőként dolgozott. A tordai üveggyári évek alatt jobban megismerte a melegen formálható üveg anyagát, képlékenységét. A gyakorlat alatt letisztultak a formák, leegyszerűsődtek a kifejezőeszközök. Nyolc évi sikeres tervezői tevékenység után magánvállalkozásba kezdett. 1989 óta működik az üvegfestészeti műhelye. Átlátszó és áttetsző színekkel nemesíti az üveg felületét, üvegplasztikái elszakadnak a konkrét funkciótól. Az új kifejezési forma új utakat nyit az alkotónak és az anyagnak egyaránt.

## Kiállítások (válogatás)
Egyéni kiállítások:
2000 • Régi Galéria, Kolozsvár (RO) • Magyar Kultúra Alapítvány, Budapest
2003 • Káldy Villa, Győr • Gy. Szabó Béla Galéria, Kolozsvár (RO).
Csoportos kiállítások:
1988 • Üvegkiállítás, Sala Dallas, Bukarest (RO)
1990 • International Exhibition of Glass Craft, Kanazawa (J)
1991 • Configura, Kiállítási Központ, Erfurt (D)
1998 • Kapcsolatok, Mátyás Király Múzeum, Visegrád; Vaszary Képtár, Kaposvár; Szent Mihály-kápolna,Budapest
2000, 2001 • Üvegkiállítás, Horizont Galéria, Bukarest (RO)
2002 • Alakítások, Központi Galéria, Beszterce
2003 • Üveg–Tér–Kép, Monostori Erőd, Komárom
2004 • Függőlegesség, Bánffy-palota, Kolozsvár (RO).

### Fényképgaléria

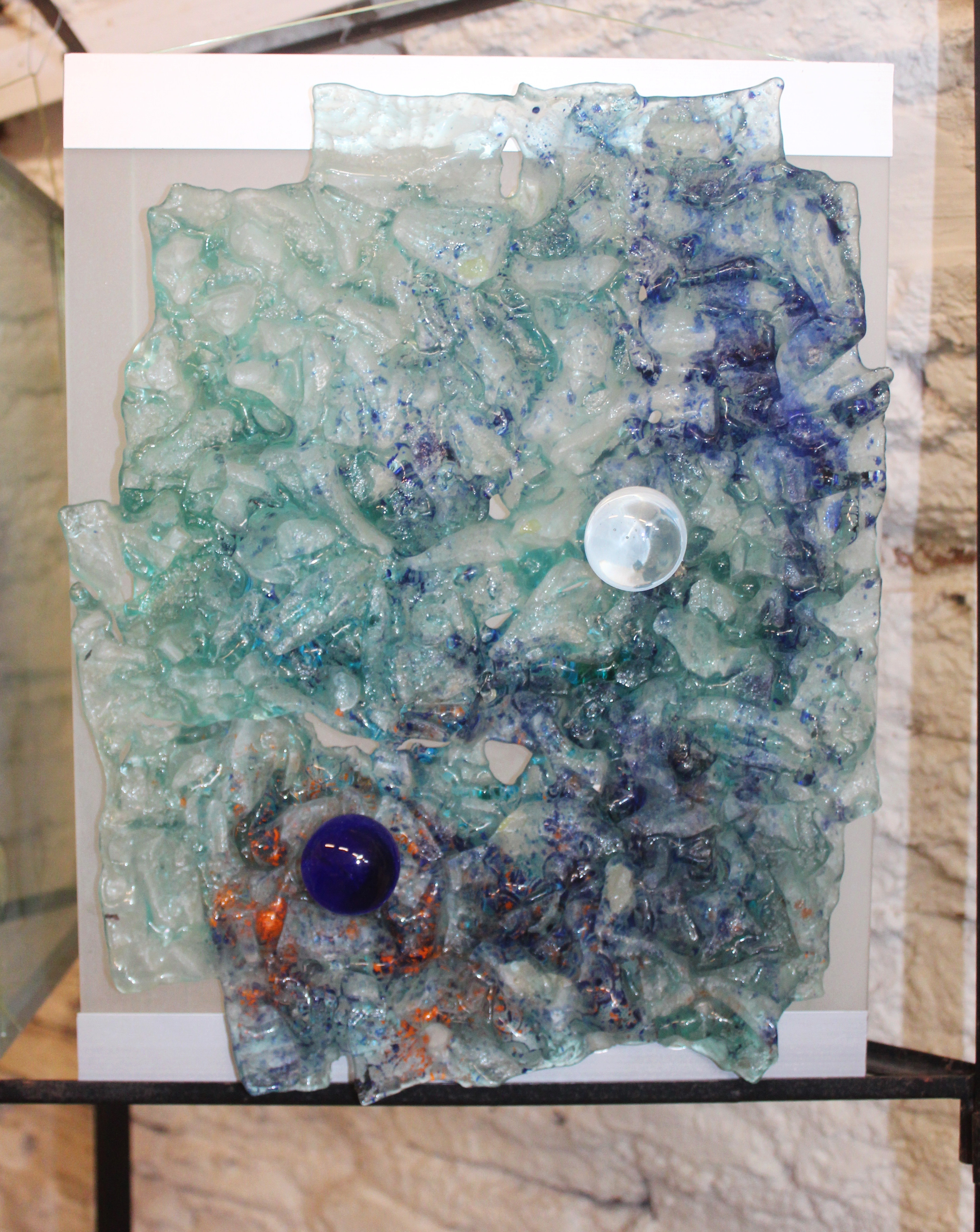
Genézis
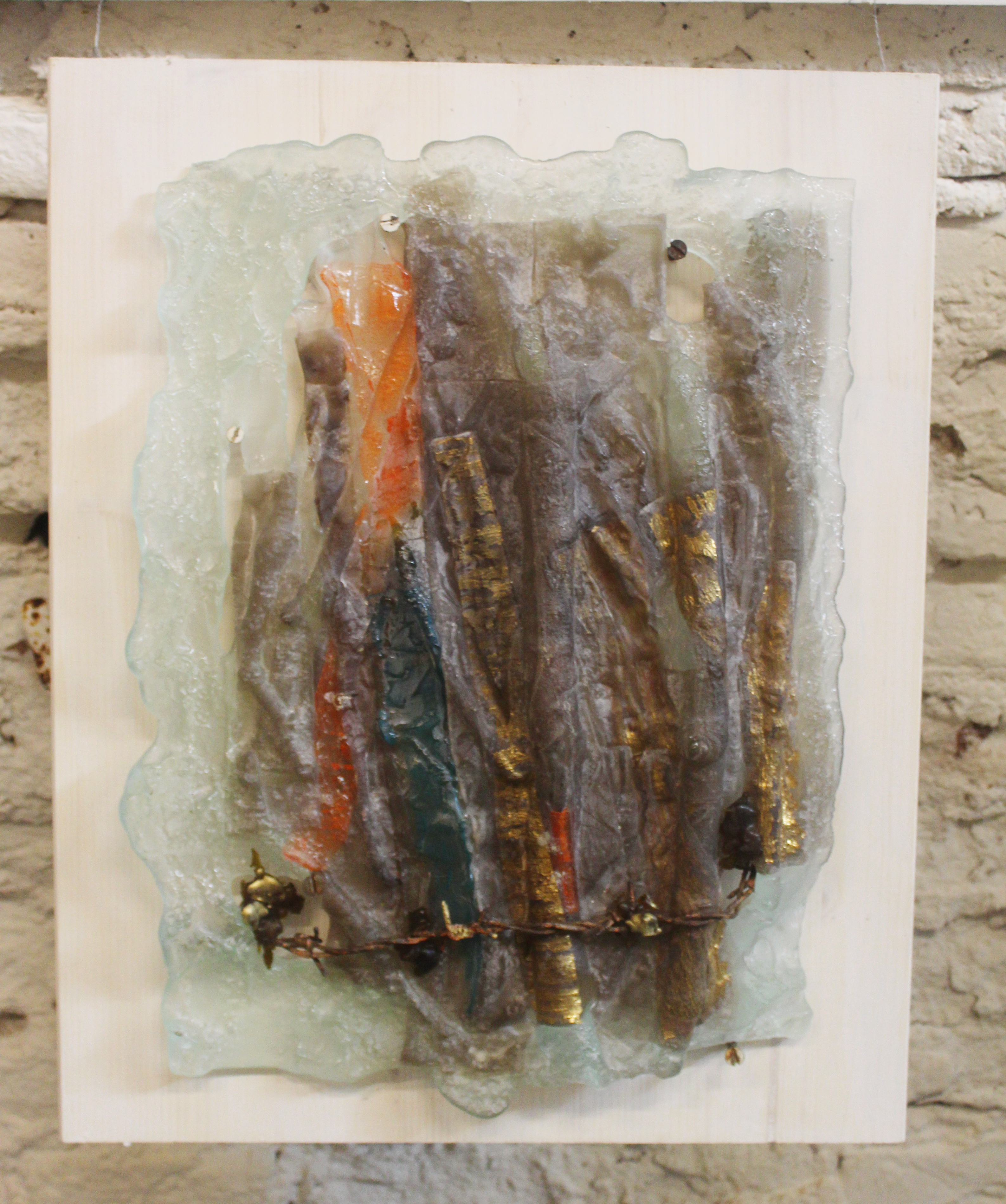
Fogság
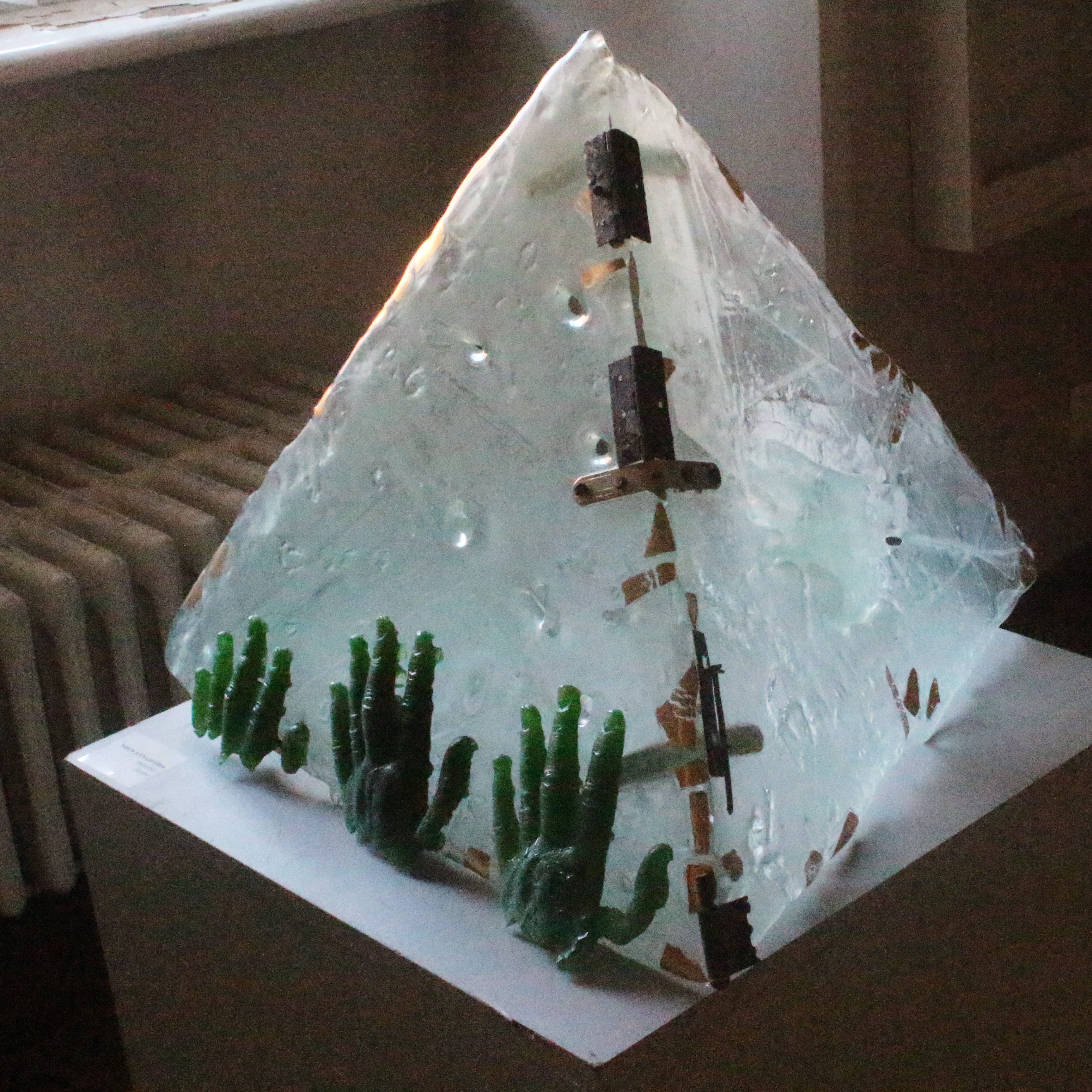
JELEN !
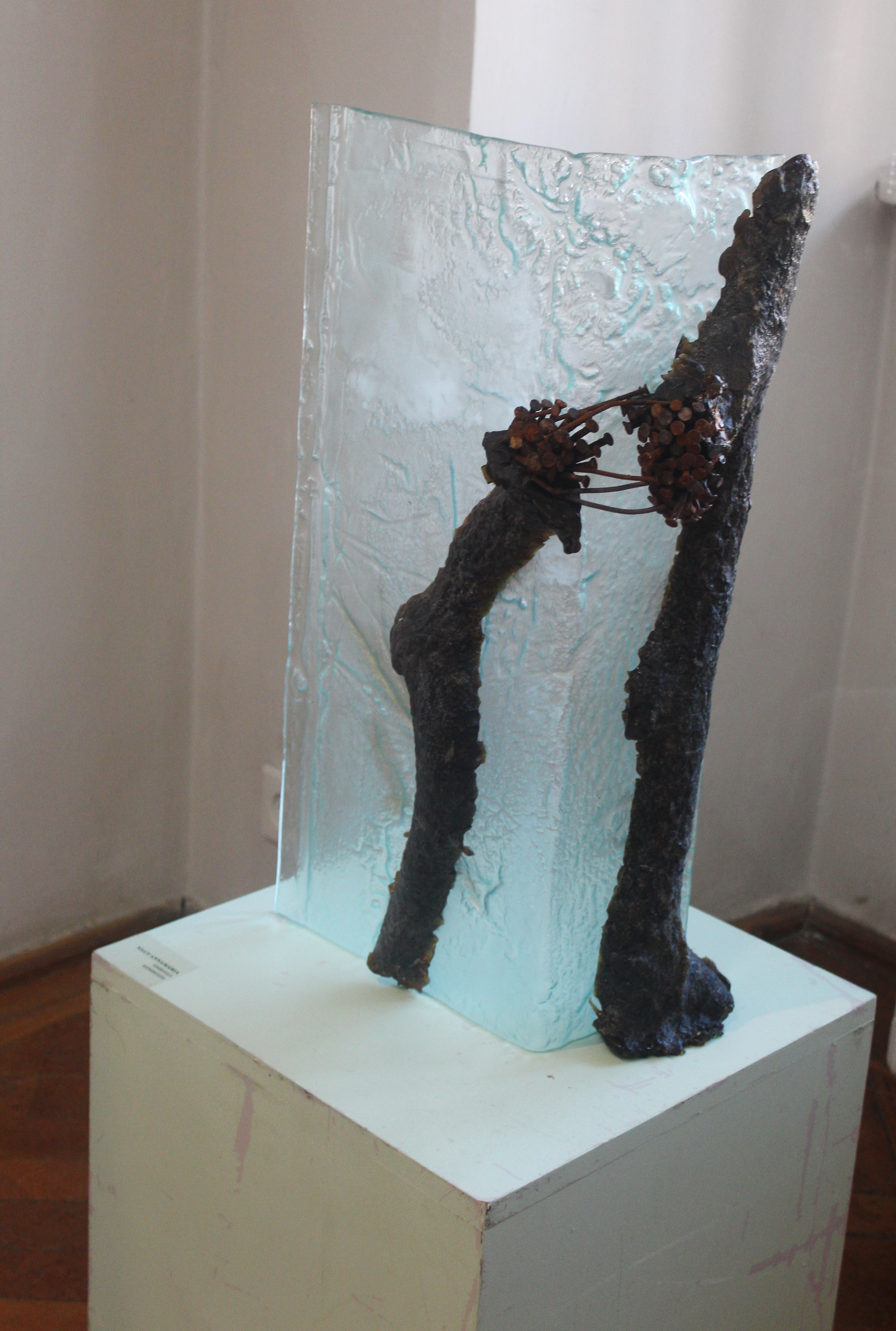
SZIMBIÓZIS

## Társasági tagság
- Barabás Miklós Céh
- Romániai Képzőművészek Szövetsége
- Magyar Iparművészek Szövetsége
- Műhely 35 kolozsvári művészeti csoport (1982–1989)